# Años típicos meteorológicos
Los años típicos meteorológicos (TMY) (por sus siglas en inglés: Typical Meteorological Year), son una recopilación de datos climatológicos representativos para una localidad específica, que están estructurados en valores horarios de diferentes parámetros meteorológicos por un periodo de un año. Los valores son obtenidos en base a una metodología de selección que utiliza los datos históricos registrados en esa localidad, durante varios años. Esta selección busca representar las características principales de los fenómenos climatológicos de la localidad en cuestión y, que a la vez sean consistentes con los promedios a “largo plazo” de cada parámetro climatológico estudiado. 
Los TMY son frecuentemente usados en la simulación numérica de edificios para evaluar los costos de calefacción y refrigeración esperados para un determinado diseño de edificio. También son utilizados por los diseñadores de sistemas de energía solar, incluidos desde sistemas solares domésticos de agua caliente hasta plantas de energía solar térmica a gran escala. Debido a que representan condiciones típicas y no condiciones extremas, no son los TMY adecuados para el diseño de sistemas que satisfagan condiciones límites para la ubicación determinada. La base de datos para Estados Unidos está disponible para su descarga en el Laboratorio Nacional de Energías Renovables (NREL, por sus siglas en inglés de National Renewable Energy Laboratory), ubicado en Golden, Colorado.
La primera edición de TMY se basó en los datos climatológicos de 229 ubicaciones en los Estados Unidos, recolectados entre 1948 y 1980. La segunda edición de TMY se llama “TMY2”. Esta se basa en la recopilación de los datos de 239 estaciones entre los años 1961 y 1990. Los datos del TMY2 incluyen lecturas de agua precipitable que es importante para predecir el enfriamiento radiativo. La tercera, y última colección de TMY es el TMY3; basado en 1020 ubicaciones de Estados Unidos, incluyendo a Guam, Puerto Rico y las Islas Vírgenes, usando datos registrados del 1991 al 2005 para la mayoría de las localidades y para algunas del 1976 al 2005.
Algunos programas de simulación energética como TRNSYS, PV*SOL, PVSyst, entre otros, pueden utilizar TMYs directamente en sus corridas. Frecuentemente los TMYs se obtienen pagando por estos a compañías especializadas. Por otra parte, un avanzado, amable y gratuito software de simulación financiado por el DOE (Department of Energy, por sus siglas en inglés), llamado EnergyPlus también permite leer archivos en formatos TMY3. Gran cantidad de estos están disponibles en forma gratuita en su sitio Web 
NREL proporciona acceso a TMY2 y TMY3 de localidades en EE. UU. Para cálculos de generación eléctrica con fotoceldas, se puede usar en línea el software denominado PVWatts, el cual usa directamente los TMY disponibles.